# 타타타 (노래)
〈타타타〉는 1984년 12월 연도말에 김국환이 부른 노래 작품이자, 수수년 후 1991년 2월에 각 라디오 방송의 히트를 거치면서, 1992년 1월 연초 이른바 역주행 히트를 기록한, 대한민국의 대중가요 작품으로 작사자는 양인자, 작곡자는 김희갑이다.

## 유래
유래를 짚어보자면, 원래 타타타라는 말은 산스크리트어로 그래 그거야라는 뜻이다. 이 노래를 작사한 양인자가 1983년에 인도를 여행하던 와중에, 이 의미를 알게되어 가사를 쓰게 되었고 그녀의 남편인 김희갑이 곡을 붙여서 노래가 만들어졌다.

## 녹음
1984년 연초, 이 노래는 처음에 조용필에게 주려고 계획이 되어 있었다. 그래서 조용필이 노래를 부르고 녹음을 하였는데, 마지막에 호탕하게 웃는 부분에서 닭살스럽다면서 못하겠다고 해서 그 부분을 제외하고 녹음을 하였다. 그러나 그 부분이 노래의 마지막 하이라이트라서 그냥 갈 수 없었고, 차라리 다른 곡들도 상당히 여유롭게 녹음을 했기 때문에, 결국 이 노래를 빼기로 하였다. 그러다가 한편으로는, 조용필과 목소리가 비슷한 위일청에게 1984년 가을녘에 곡을 주게 되어 녹음을 하였고, 그의 목소리가 담긴 노래는 어언 3년 후, 양인자가 각본을 쓴 TV 단막극 드라마(1987년 이정길·송경철 등이 주연했던 MBC 베스트셀러극장 "사촌들"의 삽입곡)에도 나오게 되었다.
한편 그 와중에, 그러다가 1984년 연도말에 김국환이 녹음을 하게 되었는데, 그는 이 노래를 부를 때에도 조용필이 녹음한 테이프를 듣고나서 녹음을 하였다고 한다.
김국환의 목소리가 담긴 노래를 담은 음반은, 옴니버스 버전 등을 거쳐, 어언 7년 남짓 훗날 1991년 2월에 본격 출시되었다.

## 인기
김국환이 부른 노래가 발표되고 나서, 간간이도 세세히 라디오 방송을 타기는 했지만, 결국 가수의 출연 교섭은 이루어지지 않았다. 그러다가 1992년 1월 연초에 당시 최고의 인기를 누렸던 텔레비전 드라마 《사랑이 뭐길래》에 삽입이 되었는데, 드라마 극중에서 자녀를 결혼시킨 두 중년 여성(김혜자, 윤여정)의 허탈감과 외로움을 그려내는 배경음악으로 쓰여진 것이다. 또한 극중에서 김혜자가 이순재에게 이 노래의 가사인 '네가 나를 모르는데 난들 너를 알겠느냐...'를 적절히 인용하여 대사처리를 하였으며, 홀로 이 노래를 감상하는 장면이 방영된 후에 당시 주 시청자인 중장년층 주부에서부터 젊은층에 이르기까지 인기가 확산이 되었다.
이 노래가 드라마에 삽입된 것은 당시 드라마 극본을 쓴 김수현이 라디오 방송을 듣다가 우연히 노래를 듣고나서 드라마에 사용을 했다고 한다. 거기에 드라마의 인기가 높아지면서 이 노래도 인기를 얻게 되자 노래를 부른 김국환까지도 스타덤에 오르게 되었다.

## 수상
- 한국노랫말대상(1992년 12월 14일)[1]